# 蘇爾茨科格爾山
47°10′55″N 11°00′41″E / 47.182083°N 11.0115°E

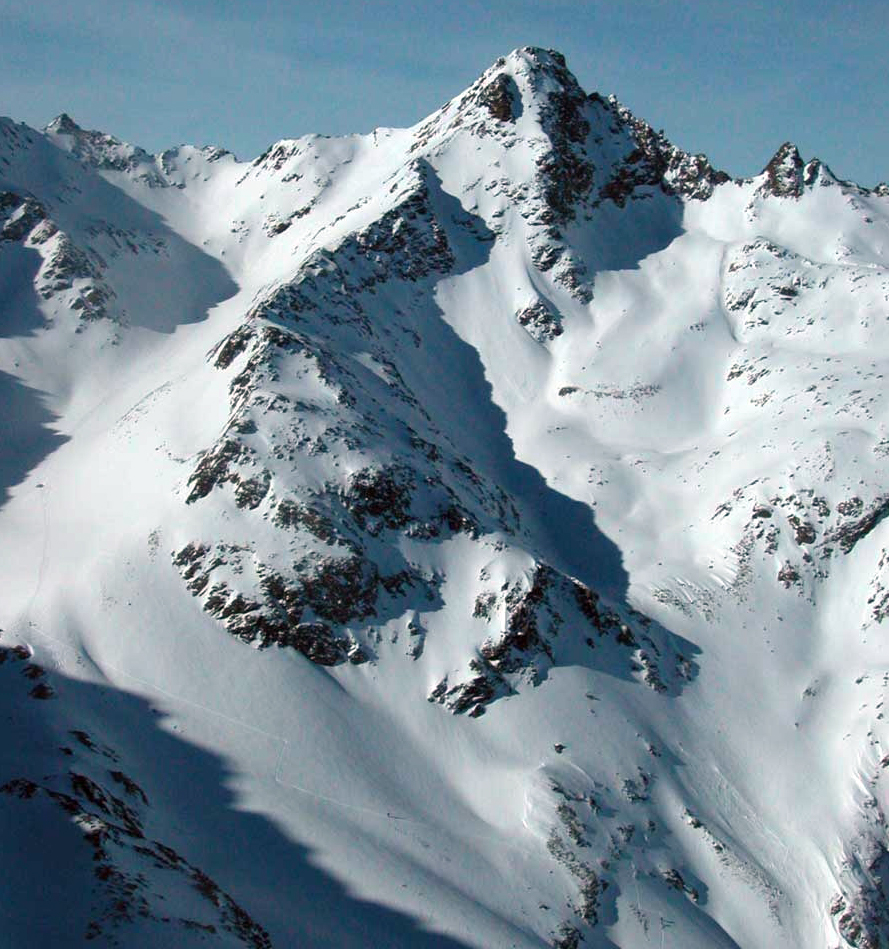

蘇爾茨科格爾山（德語：Sulzkogel），是奥地利的山峰，位於該國西部，由蒂羅爾州負責管轄，屬於斯圖拜阿爾卑斯山脈的一部分，海拔高度3,016米，人類在1878年首次登頂。